# Ben Jeger
Benedikt „Ben“ Jeger (* 17. Februar 1953 in Solothurn) ist ein Schweizer Jazz- und Improvisationsmusiker (Piano, Akkordeon, Geige, Clavinet, Glasharfe, Orgel Synthesizer), Arrangeur, Bandleader und Filmkomponist.

## Leben und Wirken
Jeger erhielt eine Ausbildung in klassischer Violine und Klavier. An der Akademie für Schul- und Kirchenmusik in Luzern schloss er sein Diplom ab. Anschliessend hielt er sich zu Studienzwecken in Karl Bergers Creative Music Studio in Woodstock (New York) auf. Jeger spielte ab Mitte der 1980er-Jahre in der Band Brom (u. a. mit Tommy Meier, Urs Brentle, Fredi Flückiger) und vor allem der Kapelle des legendären Zirkustheater Federlos. Im folgenden Jahrzehnt arbeitete er u. a. in verschiedenen Formationen mit Marco Käppeli, Peter Schärli und Co Streiff. 1998/99 entstand sein Debütalbum Ben Jeger Orkester - Idraulica!, gefolgt von dem 2005 entstandenen Aria! Operacircus. In den 2000er-Jahren spielte er im Trio Chanteurs à Voix mit Christoph Gantert und Dorothea Schürch.  Im Bereich des Jazz war er zwischen 1985 und 2006 an 15 Aufnahmesessions beteiligt.
Jeger erhielt mehrere Kompositionsaufträge für Theater und Künstler, wie für Schang Hutter. 1995 wurde er mit dem Förderpreis der Regiobank Solothurn, 1997 mit dem Preis der Musik des Kanton Solothurn ausgezeichnet.  Er betätigte sich ausserdem seit Anfang der 1980er-Jahre als Filmkomponist; u. a. schrieb er den Soundtrack der Markus-Imboden-Filme Der Verdingbub (2011, Nominierung für den Schweizer Filmpreis/Beste Filmmusik) und Am Hang (2013).

## Diskographische Hinweise
- Kadash Federlos (Unit Records 1993–94), mit Co Streiff, Martin Schumacher, Tommy Meier, Christian Kuntner, Andi Hug, Fredi Flückiger, Andi Marti, Jonas Cslovjescek
- Idraulica! (LabelUsines, 1999), mit Peter Schärli, Shirley Anne Hofmann, Fredi Flükiger, Michael Frey
- Aria! Operacircus (LabelUsineS, 2005), mit Fredi Flückiger, Shirley Anne Hofmann, Teresa Larraga Burgos, Peter Schärli, Michael Frey
- Co Streff Sextett: Loops, Holes & Angels (Intakt Records, 2006)
- Ben Jeger & Barbara Gasser: Gare - Regard (Jegermysique!, 2007)

## Filmographie (Auswahl)
- 1983: Akropolis Now (Regie: Hans Liechti)
- 1985: Nach der Finsternis (Regie: Sergio Gueraz, Dominique Othenin-Girard)
- 1990: Bingo (Regie: Markus Imboden)
- 1991: Anna Göldin – Letzte Hexe (Regie: Gertrud Pinkus)
- 1991: Das Vergessene Tal (Regie: Clemens Klopfenstein)
- 1992: Eurocops (2 Folgen)
- 1994: Die Gemmi - ein Übergang (Regie: Clemens Klopfenstein)
- 1995: Magic Matterhorn
- 1997: Das Schweigen der Männer (Regie: Clemens Klopfenstein)
- 2000: WerAngstWolf (Regie: Clemens Klopfenstein)
- 2005: Die Vogelpredigt oder Das Schreien der Mönche (Regie: Clemens Klopfenstein)
- 2011: Der Verdingbub (Regie: Markus Imboden)
- 2012: Zimmer 606 (Regie: Peter Volkart)
- 2013: Am Hang